# Dottor Destino
Il Dottor Destino (Doctor Doom), il cui vero nome è Victor Von Doom, è un personaggio dei fumetti statunitensi creato da Stan Lee e Jack Kirby che ha esordito in The Fantastic Four n. 5 (luglio 1962) pubblicato da Marvel Comics.
Il Dottor Destino è un supercriminale e il monarca di Latveria, nell'Europa centrale, il cui obiettivo è portare ordine all'umanità attraverso il dominio del mondo. È anche un geniale scienziato megalomane, un grande mago e l'acerrimo nemico dei Fantastici Quattro, in particolare di Mister Fantastic. Nonostante i Fantastici Quattro siano i suoi principali nemici, Destino è spesso entrato in conflitto anche con altri supereroi dell'universo Marvel, tra cui l'Uomo Ragno, i Vendicatori e gli X-Men. Sebbene solitamente rappresentato come un cattivo, Destino è stato a volte anche un antieroe, lavorando con gli eroi se hanno obiettivi in comune e solo se ne trae vantaggio. 
Il personaggio è al quarto posto nella classifica dei 100 supercattivi redatta dal periodico Wizard e al terzo posto nella classifica dei più grandi cattivi nella storia dei fumetti statunitensi del sito web IGN.
Kristoff Vernard, conosciuto anche come Kristoff Von Doom, ha assunto il nome di battaglia di Dottor Destino II al posto di Victor Von Doom dopo che quest'ultimo era stato distrutto da Terrax il domatore (l'araldo di Galactus).

## Biografia del personaggio
Figlio di romanì, alla morte dei genitori scopre che la madre, Cynthia Von Doom, era una strega e approfitta delle sue conoscenze occulte e della sua mente scientifica per giungere negli Stati Uniti. Compagno d'università e di stanza di Reed Richards, futuro Mister Fantastic dei Fantastici Quattro, sarà vittima di un incidente durante uno dei suoi primi esperimenti per comunicare con la madre defunta; questo gli costerà un volto completamente sfigurato e l'espulsione dall'università. In seguito vagherà seguendo la sua sete di conoscenza fino in Tibet dove, soccorso da alcuni monaci, diventa uno di loro fino a che, dopo aver appreso tutti i segreti della setta, ne diventa Maestro; a questo punto si fa aiutare da loro a forgiare un'armatura e una maschera, nati da un progetto in cui ha riversato tutta la sua conoscenza, sia nella robotica sia nell'alchimia, che vennero applicati sul suo corpo ancora roventi.
Cova un odio insanabile per Reed Richards, che ritiene responsabile del suo dramma, anche se in realtà Richards, avendo analizzato i dati dell'esperimento gli aveva fatto notare alcuni errori che Doom poi ignorò nella fretta di portarlo a termine. In seguito, pur costruendo armi tecnologicamente avanzate, verrà sempre sconfitto dal gruppo di supereroi. Il suo fine ultimo è anche quello di riportare in vita la madre, o per lo meno salvare l'anima della madre dai gironi infernali. Riesce abilmente nell'intento, ma per la sua totale incapacità di chiedere aiuto, sacrifica l'amore della madre per sé stesso, costringendola a rinnegare il malvagio figlio e, in virtù di questo, ottenere la salvezza dagli inferi.
Grande scienziato, ha creato un'armatura iper-tecnologica che gli conferisce grandi poteri e ha dotato la sua piccola nazione di armamenti sofisticati. Terribile e spietato, ma con un suo senso dell'onore molto forte, si è sempre battuto per dominare il mondo illudendosi così di poter creare una situazione di benessere globale per tutti gli abitanti del pianeta. Nello stato da lui governato col pugno di ferro, non vi sono problemi di disoccupazione, di sanità e di istruzione ma è spietato verso chi lo tradisce, ma anche capace di slanci di enorme generosità, come quando adottò Kristoff Vernard, rimasto orfano di una donna che aveva perso la vita durante un attentato e che, dopo essere stato educato, entrerà a far parte di un grande progetto di Destino per non lasciare il suo paese nel caos nel caso di sua scomparsa dando istruzione ai suoi cloni robot di trasferire nel ragazzo la sua mentalità allo scopo di ridare a Latveria il suo sovrano. Si è sempre battuto per il benessere del suo popolo, che infatti, quando è stato talvolta spodestato, si è sollevato in suo favore.
Aiutò Susan Storm, la moglie di Richards, a partorire la sua seconda figlia in quanto ebbe delle complicazioni dovute alla sua genetica alterata dai raggi cosmici; per lo stesso motivo anni prima perdette un figlio, ma questa volta sembrava una crisi addirittura peggiore, dato che era a rischio anche la sua stessa vita. Suo fratello Johnny, in ansia per la salute della sorella, chiese aiuto proprio a Von Doom, dato che Reed non era rintracciabile. Fu così che Doom, che aveva più volte tentato di ucciderli, si prodigò per salvare la vita alla moglie del suo acerrimo nemico, ricorrendo ad alcune formule magiche e riuscire dove il suo avversario non poté far nulla fu motivo di smisurato orgoglio per lui.

### Cicli di storie
- Civil War: durante il matrimonio di Tempesta e Pantera Nera, invia un messaggio ai due sovrani del Wakanda, invitandoli a recarsi da lui per discutere della guerra civile fra supereroi. Poco dopo, aiuta Namor nel suo tentativo di salvare Atlantide: dopo la caduta della città, gli atlantidei si sparpagliano nel mondo, ma l'esercito di Namor e il sovrano stesso trovano asilo presso Doomstad.
- Secret Invasion: successivamente alla conclusione di Civil War, ha creato un potente virus che ha reso tutti gli abitanti di New York dei simbionti come Venom e Carnage; è stato inoltre rivelato che è in combutta con il redivivo Loki. L'attacco a New York porta i Potenti Vendicatori a invadere la Latveria, e Destino, durante lo scontro, finisce nel passato con Iron Man e Sentry, riuscendo a tornare nel presente mezz'ora prima dei due Vendicatori, per catturarne i compagni e per tendere una trappola esplosiva al guardiano d'oro e al direttore dello S.H.I.E.L.D.. Benché protetto da un esercito di creature demoniache, arte appresa da Morgana la Fay, Destino sottovaluta prima la Donna Ragno che, rivelando poteri mai visti prima, libera i compagni, poi Sentry, che salva Iron Man e infine lo abbatte, strappandogli maschera e armatura.
- Dark Reign: viene dunque arrestato per crimini contro l'umanità e incarcerato negli Stati Uniti ma, al termine dell'invasione Skrull, Norman Osborn viene eletto direttore dello S.H.I.E.L.D. e riesce a farlo scarcerare, usando un cavillo legale (Tony Stark, autore dell'arresto, è influenzato dal virus skrull); dopodiché lo invita a un meeting con le più grandi menti criminali della terra a cui, oltre a Destino, prendono parte Namor il Sub-Mariner, Loki, Emma Frost e Hood. Benché scontento di quest'alleanza e dopo aver concesso a Loki di trasportare il popolo asgardiano a Latveria, Destino già pronostica la distruzione di Osborn e dei suoi soci. Una volta tornato a Latveria, Destino ha subito l'attacco da parte di Morgana le Fey, già affrontata da Victor in passato. Dopo che Stephen Strange ha deciso di abbandonare la carica di Stregone Supremo, Destino è risultato essere uno dei potenziali successori, insieme a Hood e Wiccan; la scelta di Strange ricade naturalmente su Wiccan. In occasione della loro alleanza della Cabala, Destino ha concesso a Osborn e al suo alleato il Teschio Rosso di utilizzare il suo dispositivo temporale per riportare nel nostro tempo Capitan America, disperso in un limbo spazio/temporale, allo scopo di inserire la mente del Teschio all'interno del corpo del Capitano.
- Assedio: Ad una riunione della Cabala, Norman Osborn propone di inserire Taskmaster nella squadra quando appare proprio Destino, che minaccia Norman ordinandogli il rilascio di Namor; Iron Patriot reagisce attaccando brutalmente il latveriano, che si scopre essere, in realtà, un Doombot. Questi, con uno sciame di api robotiche, infesta la Torre dei Vendicatori, costringendo il gruppo alla fuga. A seguito di ciò, Osborn (manovrato inconsapevolmente da Loki), darà inizio all'assedio di Asgard.
- Secret Wars: cerca di scoprire i segreti degli Arcani, esseri potentissimi causa delle Incursioni, che stanno distruggendo il Multiverso Marvel. Durante l'Incursione finale Destino riesce a rubar loro i poteri diventando onnipotente. Costruisce un intero mondo mosaico costituito dalle varie realtà perdute del Multiverso chiamato Battleworld, trasformando i vari Thor delle realtà parallele nella sua élite e il Dottor Strange nel suo consigliere. Quando viene sconfitto da Reed Richards, Battleword viene distrutto e nasce un universo nuovo, da cui prende l'avvio l'iniziativa editoriale All-New All-Different Marvel. In questo nuovo universo, la Terra 616, ora rinominata Terra Prima, è quasi del tutto uguale alla precedente versione, con qualche piccolo cambiamento: tra questi il fatto che Destino adesso non è più sfigurato e il suo volto è tornato normale, una sorta di nuovo punto di partenza e di un futuro migliore per Von Doom.
- Civil War II: dopo la morte di Tony Stark, per redimersi decide di prenderne il posto.[10][11]

## Storia editoriale
Gli è stata dedicata una serie, Infamous Iron Man, all'interno dell'iniziativa editoriale Marvel NOW!.

## Poteri e abilità
Possedendo grandi quantità di ricchezza, conoscenza, tecnologia e potere, il Dr. Victor Von Doom è spesso considerato uno degli uomini più pericolosi sulla Terra e in tutto l'Universo Marvel.
Victor Von Doom è un poliedrico, scienziato e inventore con un intelletto di livello di genio. È considerato il maggior esperto di robotica al mondo e ha creato diverse macchine e robot apocalittici durante la sua carriera. È inoltre il responsabile della creazione di Freak. L'invenzione maggiore di Destino è la piattaforma temporale. È descritto come uno degli umani più intelligenti dell'universo Marvel, essendo riuscito a ripristinare la forma umana della Cosa, un'impresa che anche Reed Richards ha compiuto ma ha avuto difficoltà a mantenerla per un lungo periodo. Destino ha anche usato i suoi talenti scientifici per rubare o replicare il potere di altri esseri come Silver Surfer o in un caso la nave di Galactus. Ha anche talenti naturali per il comando, la strategia, la politica e la manipolazione. Anche senza la sua armatura, Von Doom ha dimostrato di essere abile nel combattimento corpo a corpo, tanto da riuscire a uccidere un leone a mani nude.
Destino dice che, a differenza di Richards, ha familiarità sia con la magia che con la scienza grazie ai suoi genitori. Oltre ad essere un geniale scienziato e inventore, è anche uno stregone molto potente, istruito principalmente da monaci tibetani, e spesso usa le sue arti magiche per potenziare i suoi strumenti. I suoi poteri comprendono: l'evocazione demoniaca, il controllo mentale, il viaggio nel tempo, la creazione di scudi protettivi e bufere di neve, l'assorbimento e l'emissione di energia, la manipolazione dell'elettricità e la guarigione. In seguito ad un incontro con gli alieni Ovoidi può scambiare la sua mente con quella di altre persone. 
In qualità di monarca assoluto di Latveria, il Dottor Destino ha l'immunità diplomatica, che gli consente di sfuggire al processo per la maggior parte dei suoi crimini, e il controllo totale delle risorse naturali e tecnologiche della nazione.
Inoltre, Destino ha una volontà straordinariamente forte e indomita, come dimostrato nella graphic novel "Destino Imperatore" quando ha sfidato il suo prigioniero, l'Uomo Porpora, che ha tentato di controllarlo e ha resistito con successo.
È dotato di un'armatura ad alta tecnologia in titanio che indossa sempre, la quale gli conferisce una forza sovrumana e un'incredibile resistenza agli attacchi fisici, al punto che è in grado di resistere e persino sopraffare nemici sovrumani come Spider-Man, Hulk e la Cosa in combattimento, sebbene tenda a fare affidamento su tattiche a lungo raggio quando affronta avversari fisicamente più forti. Essa può emettere scariche elettriche, raggi energetici e campi di forza. È anche dotata di congegni per l'assorbimento energetico, propulsori di volo e un ingranditore molecolare, oltre che in grado di supportare e facilitare le abilità magiche del personaggio. L'armatura sostenta inoltre Von Doom per quanto riguarda bisogni fisiologici come cibo e aria. In un'occasione, Destino, ha deciso di abbandonare completamente la scienza per tentare di sconfiggere i Fantastici Quattro e affidarsi completamente alla magia, in quest'occasione Destino sfoggiò un'armatura in pelle che potenziava la sua magia, anche con questa "armatura alternativa" è stato in grado di sconfiggere i Fantastici Quattro e di catturarli, quest'armatura andò quasi totalmente distrutta dai Demoni che avevano stretto un patto con Destino, per vendicarsi del fatto che quest'ultimo, sconfitto dai Fantastici Quattro, non aveva rispettato il loro accordo.

## Psicologia
Il Dottor Destino è una figura complessa. È un individuo estremamente intelligente, orgoglioso, misantropico, arrogante e vanitoso, che desidera sempre la supremazia sugli altri grazie al suo impressionante intelletto. A causa della sua intelligenza, spesso disprezza Mr. Fantastic, accusandolo di essere un rivale del suo genio. Alcune storie confermano che l'esplosione della sua macchina gli abbia procurato solo una cicatrice, che non è riuscito a gestire, perché "Destino dovrebbe essere perfetto". Tuttavia, il Dottor Destino è un gentiluomo ed è vincolato dal suo onore e dal suo orgoglio.
La principale debolezza di Destino è la sua arroganza, che spesso lo rende cieco al proprio ruolo nei fallimenti. Layla Miller ha osservato che si rifiuta di assumersi la responsabilità dell'incidente che gli ha sfigurato il viso, preferendo incolpare Reed Richards. Sebbene la sua alta opinione di sé stesso sia generalmente accurata, non è in grado di accettare quando gli altri possono avere una migliore comprensione di una situazione rispetto a lui, con l'eccezione di ascoltare eroi come Mister Fantastic o la Cosa quando ne trae vantaggio. Anche quando si allea con altri contro una minaccia più grande, spesso cerca il guadagno personale, come si è visto quando ha tentato di rubare il Guanto dell'Infinito di Thanos durante uno scontro con il Titano.
Von Doom aderisce a un rigido codice d'onore, mantenendo la parola data ma spesso interpretando le promesse in modo egoistico. Ad esempio, sebbene non possa danneggiare qualcuno direttamente, non impedirà agli altri di farlo. Il suo senso dell'onore lo ha portato a salvare Capitan America dall'annegamento dopo che in precedenza questi gli aveva salvato la vita e, in un'altra occasione, ha ringraziato l'Uomo Ragno per averlo salvato dai terroristi che lo hanno attaccato in un aeroporto, permettendogli di andarsene in vita, nonostante l'Uomo Ragno lo avesse insultato. Inoltre, non attacca un avversario da lui rispettato che è indebolito o in grave svantaggio, poiché considera qualsiasi vittoria risultante da tali circostanze come vuota e priva di significato. Ha anche combattuto in diverse occasioni avversari che erano intenzionati a uccidere i Fantastici Quattro, preferendo che qualsiasi vittoria sui Fantastici Quattro derivi esclusivamente da lui.
Victor Von Doom ha dimostrato di essere devoto al benessere dei suoi sudditi. È noto per aiutare i bisognosi (a meno che non rivaleggino con la sua intelligenza o rappresentino una minaccia per i suoi piani e/o il suo ego), più specificamente persone che non possono badare a sé stesse. Una volta, arrivò persino al punto di lasciare che la sua anima fosse messa a nudo ed essere giudicato dalla Dea Pantera del Wakanda, che determinò che desiderava sinceramente un futuro utopico in cui l'umanità prosperasse, anche se era al potere.

## Altre versioni

### Versione 2099
Gli è stata dedicata una serie a fumetti, Doom 2099, versione futuristica del personaggio negli anni novanta all'interno dell'universo Marvel 2099. Nel corso delle prime storie, il protagonista non riesce a capire se è il Victor Von Doom del passato arrivato per qualche ragione nel 2099 (dato che ha memorie confuse) o se è un altro individuo. Tuttavia, nel venticinquesimo numero della serie originale, viene chiarito che è il vero Victor Von Doom, le cui memorie sono state mescolate con quelle di un altro uomo. In seguito a questa rivelazione, prende il controllo di Latveria e, deciso a mettere ordine nel mondo, conquista gli Stati Uniti e ne diventa il dittatore.

### Versione Ultimate
- In Ultimate Fantastic Four è un giovane che studia assieme a Richards e ai fratelli Storm al Baxter Building. Ha ottenuto i suoi poteri assieme al quartetto ma è diventato una specie di ibrido umano-equino metallico. Prima diviene il sovrano della zona della Rocca, a Copenaghen e poi giunge a Latveria, che risolleva dalla crisi economica e lo elegge sovrano. In questa occasione gli autori lo dotarono di un look molto simile a quello classico, regale e con un forte senso dell'onore. Quando Johnny Storm viene posseduto da un demone, scambia il suo corpo con quello di Richards come condizione per salvarlo. Successivamente, si riprende il vecchio corpo per impedire al suo nemico di rimanere intrappolato nell'universo dei Marvel Zombies. Riuscirà successivamente a scappare, ricoprendo il ruolo di principale antagonista in Ultimate Power. In seguito, è autore del piano che porta alla morte di Scarlet in Ultimates 3, e quindi all'inondazione di New York da parte di Magneto (evento narrato in Ultimatum). Viene ucciso, più tardi, dalla Cosa su ordine di Reed Richards. Curiosamente, lo stesso Mr. Fantastic impazzirà e prenderà la nuova identità di Il Creatore, assumendo numerosi tratti dello stesso Von Doom ed anche del personaggio di Kang il Conquistatore della Terra-616.

### House of M
Nella realtà alternativa di House of M, Destino è il monarca della Latveria, giunge al palazzo di Magneto per partecipare al suo ricevimento insieme ad altri monarchi e rappresentanti di spicco del mondo della casata di M, ovvero Namor, T'Challa e Tempesta; Magneto si dimostra molto sorpreso del fatto che Victor Von Doom abbia accettato l'invito, durante la battaglia finale tra i supereroi che avevano ricordato il proprio passato e le guardie dello S.H.I.E.L.D. fedeli a Magneto, Destino, si scontra con Ms. Marvel.
Esteticamente, i vestiti indossati dal Destino di House of M sono simili a quelli classici, tuttavia non indossa un'armatura ma la sua pelle è di aspetto metallico.

## Altri media

### Cinema

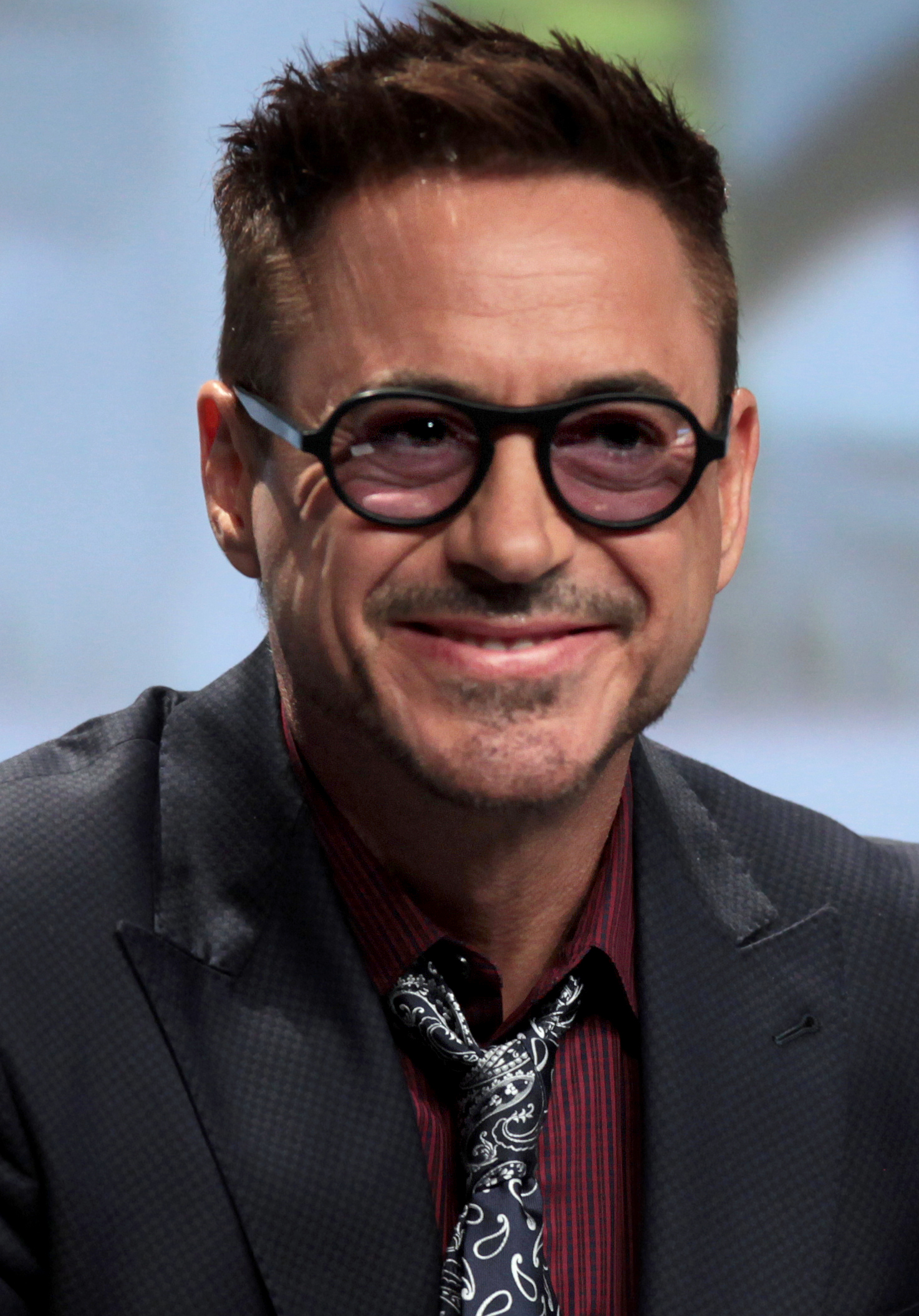
Robert Downey Jr. interpreterà il Dottor Destino nel Marvel Cinematic Universe

- The Fantastic Four (1994): Joseph Culp ha interpretato il personaggio come antagonista principale del film.
- I Fantastici 4 (2005): Julian McMahon ha interpretato il personaggio come antagonista principale del film. In questa versione, è un imprenditore miliardario e capo della Von Doom Industries che è stato rivale di Reed Richards da quando studiavano scienze al liceo. Da adulti, sono rivali in amore di Susan Storm. All'inizio del film, Reed e Ben Grimm chiedono a Victor di finanziare una missione spaziale per studiare una tempesta cosmica. Vedendo i potenziali benefici del progetto, Victor accettò e li presentò a Susan, ora capo della ricerca genetica di Von Doom. Poi i quattro viaggiarono nello spazio, insieme al fratello di Susan, Johnny Storm, sulla nave finanziata da Victor, progettata per proteggerli dall'energia cosmica emessa dalla tempesta. Quando la tempesta arrivò prima del previsto, Reed, Ben, Susan e Johnny rimasero irradiati e acquisirono poteri sovrumani, mentre Victor chiuse gli scudi per proteggersi dai raggi cosmici. Tuttavia, viene rivelato che anche Victor è stato irradiato e dimostra poteri che nel fumetto non sono mai descritti (una forza sovrumana, e manipolazione e assorbimento di energia elettrica e magnetica, mentre i suoi tessuti corporei divennero un durissimo metallo organico). Vedendo i Fantastici Quattro come l'unico ostacolo nella sua ricerca della divinità, Victor riporta Ben nella sua forma umana, poi cattura e tortura Reed. Dopo aver indossato una maschera metallica di Latveria e un cappotto con cappuccio verde, Victor si autodefinisce "Doom, Destino" e tenta di uccidere Johnny ma fallisce. Susan tenta di ragionare con Doom ma lui spiega che è arrivato ad accettare il suo potere e si considera un dio. All'inizio, Victor non vuole combattere ma quando Susan lo attacca per prima, si prepara ad ucciderla, e viene distratto e sfidato da Ben (trasformandosi di nuovo in "La Cosa"). I Fantastici Quattro quindi uniscono i loro sforzi per sconfiggere Doom finendo con Johnny che lo brucia con il fuoco di una supernova, contenuto da Susan con un campo di forza, e congelato dallo shock termico quando Ben lo spruzza con l'acqua. Il suo corpo immobilizzato viene poi visto in un container su una nave mercantile diretta in Latveria. Mentre viene spedito, un dispositivo elettronico dell'equipaggio funziona in modo irregolare, implicito che Doom è ancora vivo. Nei film non si fa cenno alle origini gitane del Dottor Destino né alle sue capacità magiche; è egualmente escluso dal racconto l'ambiguo legame con la madre morta. La Latveria, suo paese d'origine, è menzionata solo un paio di volte.
- I Fantastici 4 e Silver Surfer (2007): Julian McMahon interpreta di nuovo il personaggio come antagonista principale del film. Qui viene "risvegliato" da Silver Surfer con l'energia cosmica emessa dalla sua tavola. Doom rintraccia il surfista in Groenlandia e tenta di formare un'alleanza con lui. Indignato dal suo rifiuto, Doom lo fulmina, costringendo il surfista ad attaccarlo ma inavvertitamente guarendo le cicatrici e i danni alla pelle di Victor, sebbene mantenga i suoi poteri elettrici. Ingannando sia i Fantastici Quattro che i militari, Victor li aiuta a catturare Silver Surfer utilizzando un impulso di tachione per separarlo dalla sua tavola, e costruendo segretamente un emettitore di impulsi che lo collega alla tavola. Dopo aver rinchiuso il surfista e i Quattro in una base militare siberiana, Doom indossa un nuovo costume simile al precedente e usa i poteri della tavola per uccidere la maggior parte dei militari nella base. Combattendo con i Quattro fino a Shangai, trafigge Susan con una lancia cosmica. Johnny (anche lui influenzato dall'energia cosmica del surfista) assorbe i poteri dei suoi compagni di squadra e affronta Doom, separandolo dalla tavola, mentre Ben Grimm utilizza una gru da un cantiere vicino per colpirlo e farlo cadere in mare.
- Fantastic 4 - I Fantastici Quattro (2015): nel reboot cinematografico viene scelto Toby Kebbell per interpretare il personaggio come antagonista principale del film.[14][15][16][17]
- In occasione del San Diego Comic-Con International del 28 luglio 2024, venne annunciato che, nel Marvel Cinematic Universe, il Dottor Destino sarebbe stato interpretato da Robert Downey Jr., che ritornerà dopo aver prestato il volto al supereroe Iron Man, rivestendo il ruolo di antagonista principale della "Saga del multiverso" (sostituendo Kang il Conquistatore). Non è ancora chiaro se si tratterà della versione ufficiale del personaggio o di una sua variante del multiverso. Il personaggio appare per la prima volta nella scena finale a metà dei titoli di coda del film I Fantastici Quattro - Gli inizi (2025) e riapparirà come antagonista principale dei film Avengers: Doomsday (2026) e Avengers: Secret Wars (2027), diretti dai fratelli Russo.

### Televisione

#### Serie animate
Appare in tutte le serie dedicate ai Fantastici Quattro:
- I Fantastici Quattro (1967)
- The Fantastic Four (1978)
- I Fantastici Quattro (1994)
- I Fantastici 4 - I più grandi eroi del mondo (2006)

Inoltre è apparso nelle serie animate:
- The Marvel Super Heroes (1966)
- L'Uomo Ragno (1981)
- L'Uomo Ragno e i suoi fantastici amici (1981)
- Spider-Man - L'Uomo Ragno (1994)
- L'incredibile Hulk (1996)
- Super Hero Squad Show (2009)
- Iron Man: Armored Adventures (2009)
- Avengers - I più potenti eroi della Terra (2010)
- Ultimate Spider-Man (2012)
- Avengers Assemble (2013)
- Hulk e gli agenti S.M.A.S.H. (2013)

### Videogiochi
- The Amazing Spider-Man and Captain America in Dr. Doom's Revenge!
- Spider-Man: The Video Game
- Marvel Super Heroes
- Marvel Super Heroes in War of the Gems
- Fantastic Four
- Marvel vs. Capcom 2: New Age of Heroes
- Marvel vs. Capcom 3: Fate of Two Worlds
- I Fantastici 4
- Marvel Nemesis: L'Ascesa degli Esseri Imperfetti
- Ultimate Spider-Man
- Marvel: La Grande Alleanza
- I Fantastici 4 e Silver Surfer
- Marvel: La Grande Alleanza 2
- Marvel Super Hero Squad
- Marvel Super Hero Squad: The Infinity Gauntlet
- Marvel Super Heroes 3D: Grandmasters's Challenge
- Marvel vs. Capcom Origins
- Süpercan
- Marvel: Avengers Alliance
- Marvel Avengers: Battle for Earth
- Marvel Heroes
- LEGO Marvel Super Heroes, doppiato da Fred Tatasciore.[18]
- Marvel Puzzle Quest
- Marvel: Sfida dei campioni
- Marvel Future Fight
- Fortnite Battle Royale
- Marvel Strike Force
- Marvel: La Grande Alleanza 3: L'Ordine Nero
- Marvel Duel
- Marvel's Midnight Suns
- MARVEL World of Heroes
- Marvel Rivals